# Steve Wright (seriemördare)
Steven "Steve" Gerald James Wright, född 24 april 1958 i Erpingham, Norfolk, England, är en brittisk seriemördare. Under en period på sex veckor mellan 30 oktober-9 december 2006 mördade han 5 kvinnor i staden Ipswich, samtliga hans mordoffer var prostituerade. Morden väckte stor uppmärksamhet i media, som kom att kalla honom The Suffolk Strangler och Ipswich Ripper.
Steve Wright greps av polisen den 19 december 2006. Wright kunde snabbt bindas till samtliga fem mord sedan man funnit Wrights DNA på samtliga fem mordoffer. Polisen kunde även placera Wright på samtliga de platser där kvinnorna senast sågs i livet vid tiden då de försvann då Wright plockade upp kvinnorna i sin bil och bilen hade fångats på ett stort antal övervakningskameror. Wright erkände att han hade köpt sex av kvinnorna men erkände aldrig morden. Den 21 februari 2008 dömdes han till  livstids fängelse med en rekommendation att han aldrig skulle släppas ut.

## Mordoffer
- Tania Nicol, 19 år. Försvann den 30 oktober, kroppen återfanns den 8 december. Dödsorsaken kunde inte fastställas.
- Gemma Adams, 25 år. Försvann tidigt på morgonen den 15 november, kroppen återfanns den 2 december. Dödsorsaken kunde inte fastställas.
- Anneli Alderton, 24 år. Försvann den 3 december, kroppen återfanns den 10 december. Dödsoraken var kvävning.
- Annette Nicholls, 29 år. Försvann den 8 december, kroppen återfanns den 12 december. Dödsorsaken kunde inte fastställas.
- Paula Clennell, 24 år. Försvann den 10 december. Kroppen återfanns den 12 december. Dödsorsaken var kvävning.